# Chodovská tvrz

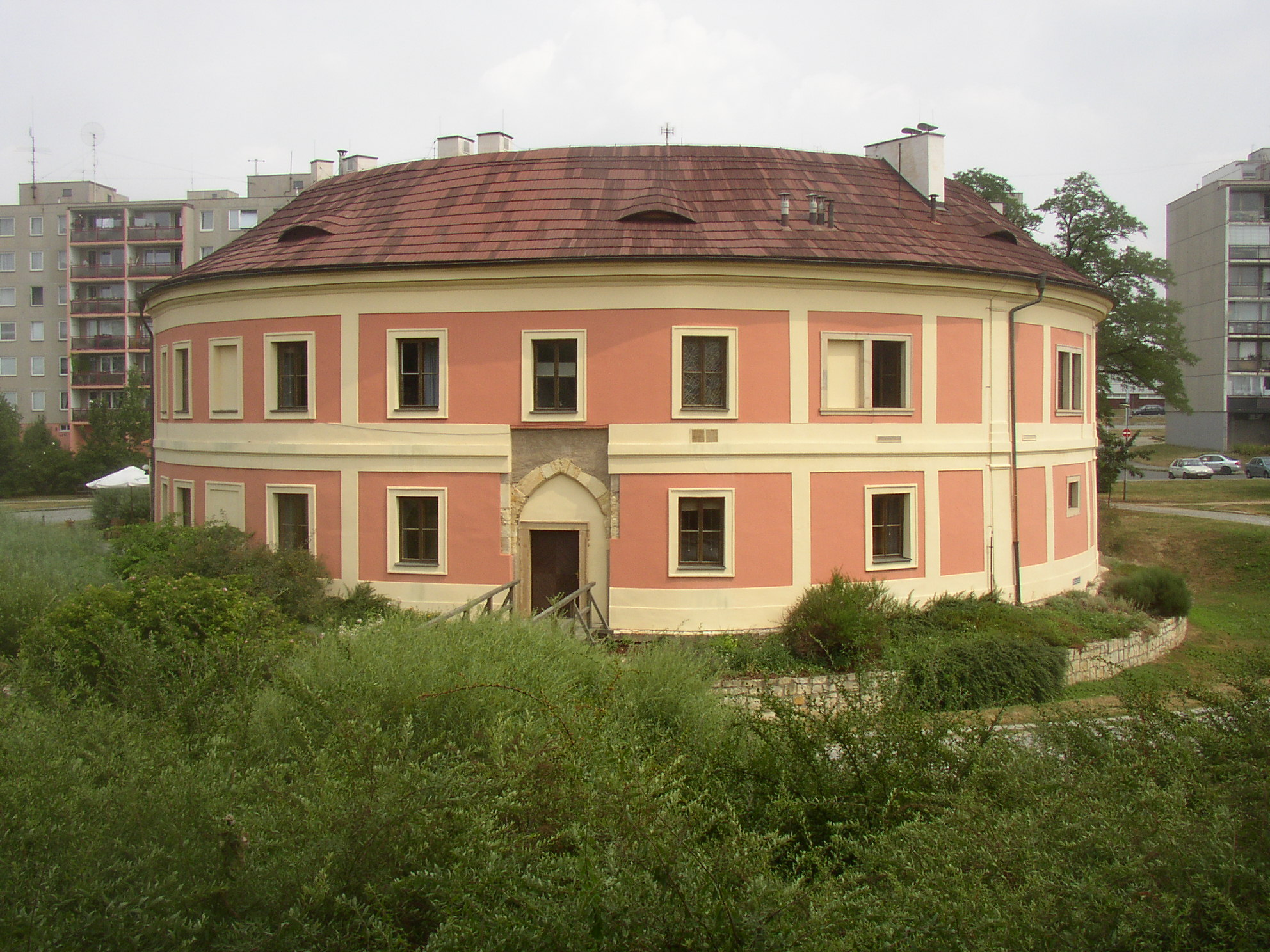
Chodovská tvrz

Chodovská tvrz je rekonstruovaný zámeček a původně středověká tvrz – nejvýznamnější památka na Jižním Městě (resp. v MČ Praha 11), chráněná od roku 1958. Jde o patrový objekt obklopený parkem s arkádami na nádvorní straně, téměř kruhového půdorysu, který je na severu přerušen nálevkovitě se rozevírajícím vstupem. Dnes slouží jako kulturní dům a obřadní síň Prahy 11. Pořádají se zde koncerty převážně vážné hudby. Sídlí zde i galerie.

## Historie
Osídlení lokality může podle archeologických nálezů sahat až do závěru 13. století nebo začátku 14. století, kdy náležel Chodov s hospodářským dvorem k panstvím zderazského konventu křižovnického řádu Strážců Božího hrobu neboli jeruzalémských rytířů. V pramenech se dlouho připomíná jen dvůr, který zabral prostor místního původního osídlení, ale tvrz zde již také stála. Objekt na téměř kruhovém půdorysu vymezila obvodová hradba o průměru asi 32 m, dodnes částečně dochovaná ve vnějším zdivu přízemí. Kolem byl vodní příkop. Přes něj vedl dřevěný můstek, v posledním dílu zvedací, do gotického oblouku vstupu. Nad vchodem se tyčila štíhlá vížka, k ní na vnitřní straně hradby přiléhala obytná budova na půdorysu dnešního sálu. Druhý objekt v místech dnešního otevřeného vstupu do nádvoří byl pravděpodobně vyšší. U zdi stály drobné dřevěné objekty.
Na počátku husitských válek majetek zabrala pražská obec. V držení se objevovaly měšťanské a vladycké rodiny. Větev rodu Žďárských z Chrastu, píšících se pak Chodovští z Chrástu, získala i Šeberov. V prvních letech třicetileté války statek získali a přičlenili ke svým panstvím Michnové z Vacínova, brzy povýšení do panského stavu. Za války byly dvůr a tvrz zpustošeny. Následné přestavby daly letech v 1676–1728 vzniknout baroknímu zámečku, když statek vlastnili staroměstští benediktýni. Okna zámečku prolomila zdivo hradby. Patrně tehdy vznikl průchod do nádvoří. V r. 1727 vše prodali baronům z Goltze na Kunraticích, rodu povýšenému později na hraběcí. V r. 1801 získali kunratické panství včetně Chodova Korbové z Weidenheimu, pražští měšťané a podnikatelé povýšení do rytířského stavu. V 19. století byly doplněny klasicistní arkády, byla stržena věž. Ve 20. století velkostatek se dvorem získala pražská obec a dvůr pronajímala. V druhé polovině 20. století byl objekt součástí Státního statku Praha a dostal se do havarijního stavu. Dvůr zanikl v 70. letech při výstavbě komunikace propojující Spořilov a dálnici D1. Obytný objekt byl v letech 1984–1990 rekonstruován s využitím historických prvků. Od rekonstrukce slouží tvrz jako kulturní zařízení Jižního Města.

## Park u Chodovské tvrze
Kolem objektu bývalé tvrze a na západ od něj je park, obklopený novodobou panelovou zástavbou Jižního Města a komunikacemi. Vznikl na místě nevyužívaného pozemku a byl otevřen v roce 2008. Jsou v něm dětská hřiště, bludiště vyznačené v trávníku dlažbou, minigolf, discgolf, in-line dráha i venkovní posilovna. V roce 2010 tu byl odhalen mramorový pomník – Památník Svobody. V sousedství parku je také Sborový dům Milíče z Kroměříže.